# 格拉辛
格拉辛是德国梅克伦堡-前波莫瑞州的一个市镇。总面积39.37平方公里，总人口848人，其中男性459人，女性389人（2011年12月31日），人口密度22人/平方公里。